# Kasu
Kasu is een bestuurslaag in het regentschap Batam van de provincie Riau-archipel, Indonesië. Kasu telt 3109 inwoners (volkstelling 2010).